# Yana Blinder
Yana Blinder — российский инди-поп-проект.

## История
Коллектив был образован в 2012 году. В 2013 году участники проекта сыграли первый официальный концерт в клубе «16 тонн».
В 2013 году Yana Blinder запускает проект по сбору средств на Planeta.ru для записи дебютного альбома и съемок сериала. Средства были собраны, но альбом так и не был выпущен.
21 сентября 2013 года в клубе «16 тонн» коллектив продемонстрировал второй EP «Flowers».
5 сентября 2014 года Яна Блиндер выступила в проекте «Голос». К ней до самого конца песни не повернулся ни один из судей.
26 декабря 2014 года в Стрелке коллектив провел презентацию НГ сборника совместно с Afisha Volna.
Вокалистка проекта стала участницей 7-го сезона украинского проекта Голос страны в команде Джамалы.
С 2015 года вокалистка проекта параллельно сотрудничает с группой «Браво».

## Состав
- Яна Блиндер (вокалистка, автор);
- Андрей Рыжков (продюсер, клавиши, соавтор);
- Максим Прокофьев (барабаны);
- Дмитрий Рессер (гитара, балалайка).

## Дискография

### EP
- Yana Blinder — First Blood[6] (2014)
- Yana Blinder — Flowers[7] (2014)
- Yana Blinder — In The Dark (2017)
- Yana Blinder, Rezone, Incognet — Changes (2017)

## Сайд-проект
- 2020 — Los Havtanos — Иди ко мне

### Клипы
- Feva High (2013)[8]
- Remind Me (2017)

## Примечание
1. ↑  Рецензия от mtrpl
2. ↑  Рецензия от volna.afisha. Дата обращения: 29 декабря 2014. Архивировано из оригинала 29 декабря 2014 года.
3. ↑  Yana Blinder о русской душе, группе Daft Punk и деньгах. Дата обращения: 29 декабря 2014. Архивировано 3 сентября 2014 года.
4. ↑  Зачем Яна Блиндер, Алиса Игнатьева и другие инди-музыканты идут на «Голос». Дата обращения: 29 декабря 2014. Архивировано из оригинала 25 декабря 2014 года.
5. ↑  Отчет от volna.afisha. Дата обращения: 29 декабря 2014. Архивировано из оригинала 25 декабря 2014 года.
6. ↑  Алексей Мажаев. Яна Блиндер – «First Blood» ****. intermedia.ru (18 июля 2014). Дата обращения: 9 марта 2023. Архивировано 9 марта 2023 года.
7. ↑  Алексей Мажаев. Яна Блиндер - «Flowers» ****. intermedia.ru (23 сентября 2014). Дата обращения: 9 марта 2023. Архивировано 30 ноября 2022 года.
8. ↑  Рецензия на портале W-O-S. W-O-S. Дата обращения: 29 декабря 2014. Архивировано 10 июля 2014 года.